# سوزان هاثورن
سوزان هاثورن (بالإنجليزية: Susan Hawthorne)‏ هي كاتِبة أسترالية، ولدت في 30 نوفمبر 1951.